# オーストラリア (巡洋戦艦)
オーストラリア（英語: HMAS Australia）は、オーストラリア海軍の巡洋戦艦。インディファティガブル級の1隻で、オーストラリア自治領政府が自国の海岸線を防衛するため、同国海軍の主力艦として建造した艦である。

## 艦歴
1910年6月26日にスコットランドのグラスゴーにあるジョン・ブラウン社によって建造された。1911年10月25日に進水式が行われた。1913年6月21日に竣工し、同年7月21日に同国海軍の旗艦としてポーツマスでオーストラリア海軍（Royal Australian Navy, RAN）に委任された。委任後の「オーストラリア」はオーストラリアへの回航途中に、南アフリカへの外交的な訪問の後、同年10月4日に到達していた軽巡洋艦「シドニー」とともに人々に見送られながらシドニーに向け出航した。オーストラリアに到着後は国民にオーストラリア艦隊の威容を示すために本艦は南から東部の海岸線の主な港を訪問した。
第一次世界大戦の初頭、「オーストラリア」はシュペー中将が指揮するドイツ東洋艦隊を発見し攻撃するために太平洋に展開した後、1914年末頃に護衛艦隊入りした。当時はドイツ帝国の植民地であった太平洋側植民地を占領するための連合軍側陸軍を乗せた輸送船をラバウルまで護衛した。
後に「オーストラリア」は英海軍に貸与され、ダンファームリン近郊ロサイスで本国の第2巡洋戦艦戦隊に加わるために命令された。
「オーストラリア」は1915年1月28日にプリマスに到着し、同年2月8日に新しく編成された第2巡洋戦艦戦隊の旗艦となった。第2巡洋戦艦戦隊で「オーストラリア」は北海で哨戒任務に就いたが、ドイツ艦隊の接触時には何故か存在出来なかった。その後、1916年4月22日に濃霧の中、航海中に姉妹艦「ニュージーランド」との衝突事故を起こした。この損傷修理のため、唯一の機会であるユトランド沖海戦にも参加できなかった。

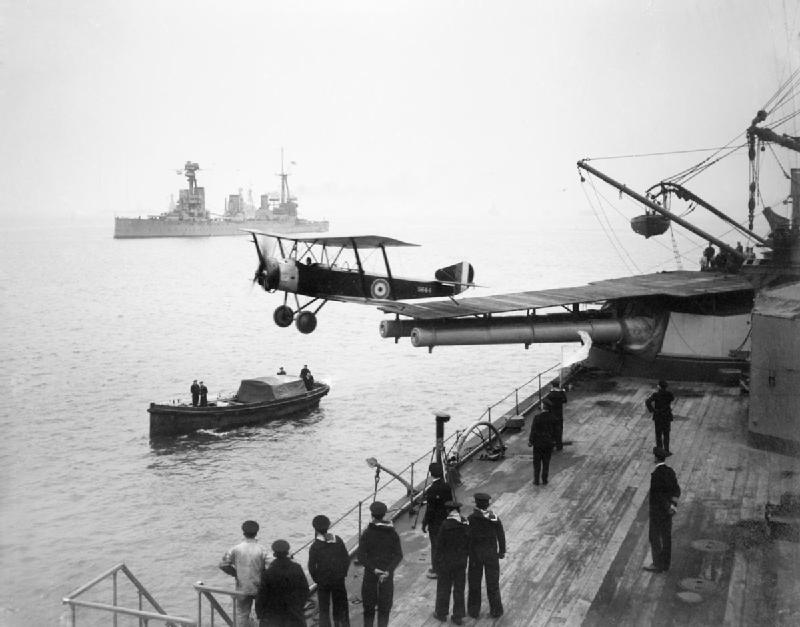
複葉機を射出する「オーストラリア」

1918年3月に「オーストラリア」は艦首1番砲塔上に設置された甲板から複葉機を射出させる実験に海軍で初めて使われた。同年11月21日にドイツ海軍大洋艦隊のスカパ・フローへの引渡しの中、「オーストラリア」は巡洋戦艦「ヒンデンブルク」を監視する任務に就いていた。
「オーストラリア」は1920年にオーストラリア自治領海軍の旗艦として任務に就いた。しかし、前大戦により疲弊したオーストラリア海軍の財政は「オーストラリア」に積極的な運用をさせる余裕がなく。翌年の1921年12月12日に予備艦扱いとなり、艦内の設備と記念品が陸上に移された。

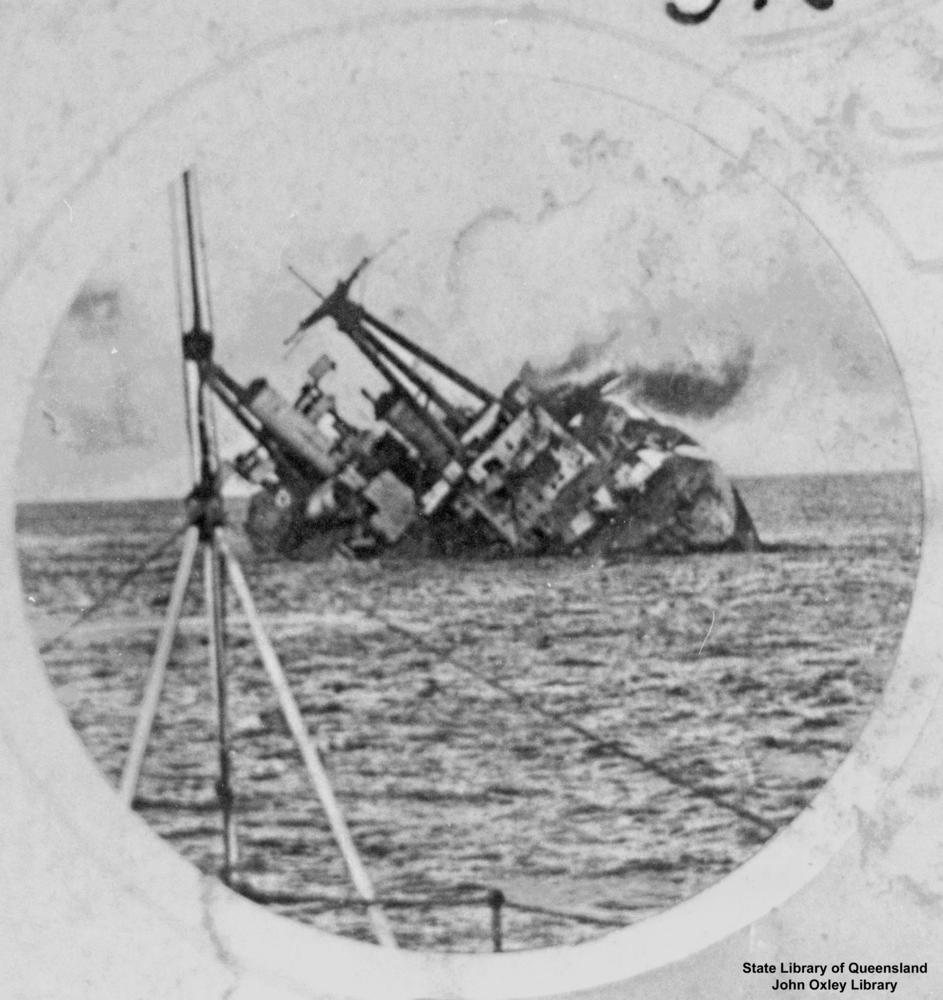
海没処分される「オーストラリア」

同年に開催されたワシントン海軍軍縮条約に本国イギリスが調印したことにより、「オーストラリア」も保有枠を圧迫する旧式艦として廃艦処分とすることが本国より要求されたため、オーストラリア自治領政府も本国の意向には逆らえず、1924年4月12日にシドニー沖で自沈し、海没処分とされた。

## 参考図書
- 「世界の艦船増刊第22集　近代戦艦史」（海人社）
- 「世界の艦船増刊第83集　近代戦艦史」（海人社）
- 「世界の艦船増刊第30集　イギリス戦艦史」（海人社）
- 「Conway All The World's Fightingships 1906–1921」（Conway）
- 「Jane's Fighting Ships Of World War I」（Jane）